# Hershey’s Kisses

Logo der Hershey Company mit den Hershey Kisses

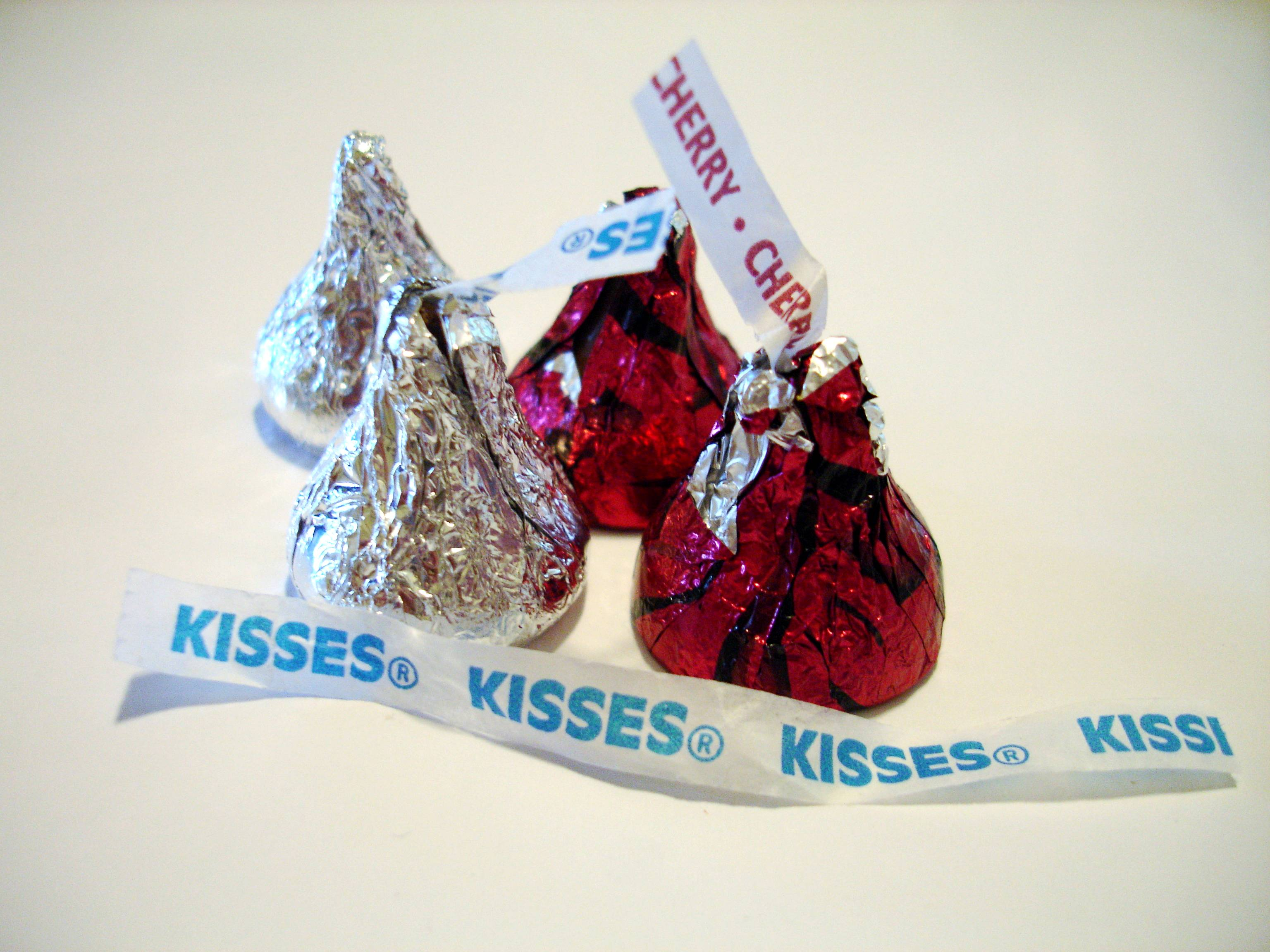
Hershey’s Kisses

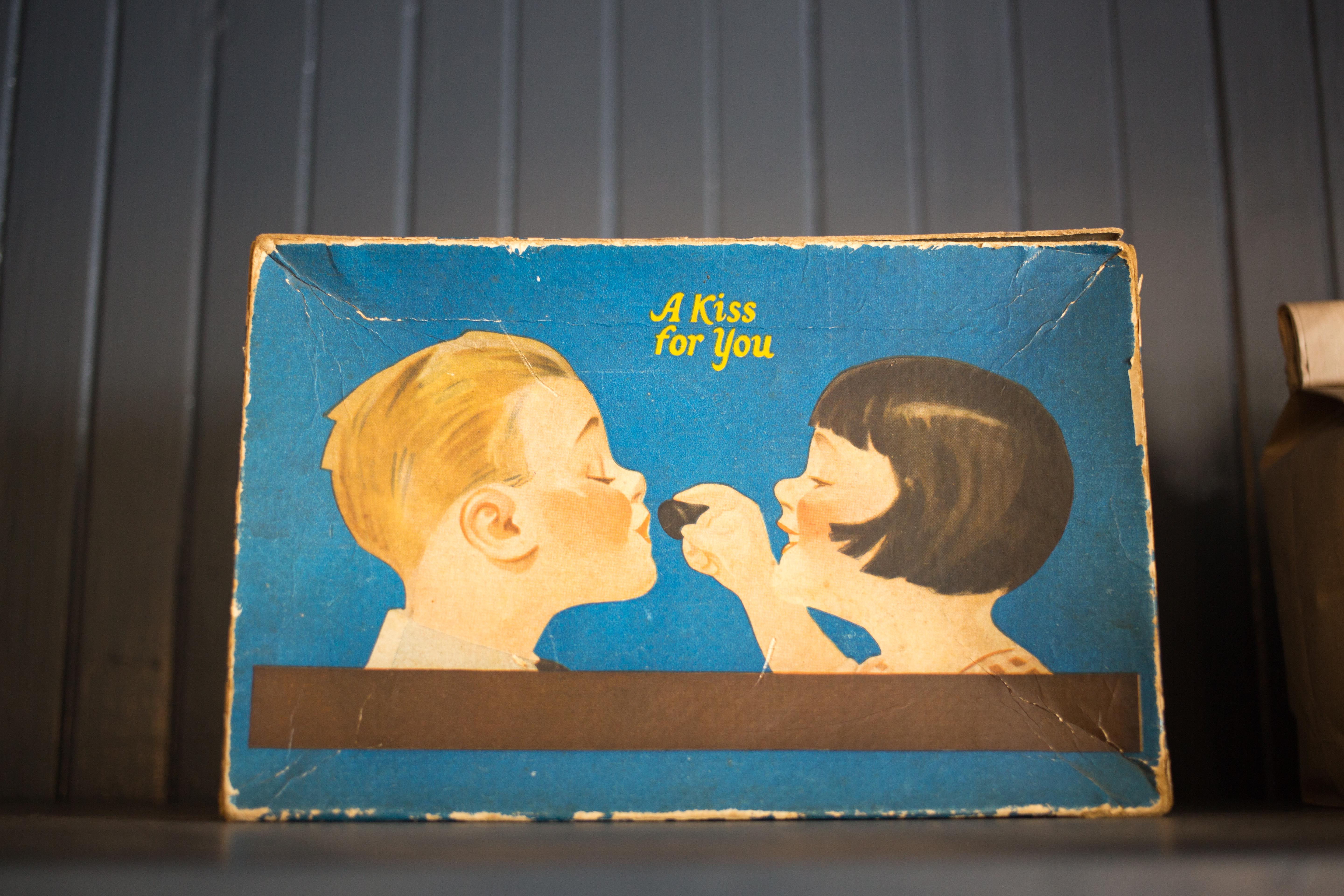
Alte Hershey’s-Kisses-Werbung

Hershey’s Kisses ist eine Schokoladenmarke von Hershey. Sie ist eine der meistverkauften Schokoladenmarken in den Vereinigten Staaten. Kisses sind pralinengroße Schokoladenstücke in Tropfenform und in Aluminiumfolie eingepackt, verziert mit der bekannten Hersheys-Fahne.

## Geschichte
Hersheys brachte die Kisses 1907 auf den US-amerikanischen Markt. Im Jahr 1989 war Kisses die fünftgrößte Schokoladenmarke in den Vereinigten Staaten und es wurde jährlich ein Umsatz von 400 Millionen US-Dollar erwirtschaftet. Aktuell werden täglich mehr als 60 Millionen Schokoladen dieser Marke produziert.

## Kritik
Hershey’s Kisses und Hershey’s Kisses Cookies 'N' Creme sind mit PGPR (Polyglycerin-Polyricinoleat, E476) hergestellt, einer billigeren Alternative zu Kakaobutter.